# Paederia lanuginosa
Paederia lanuginosa är en måreväxtart som beskrevs av Nathaniel Wallich. Paederia lanuginosa ingår i släktet Paederia och familjen måreväxter. Inga underarter finns listade i Catalogue of Life.